# Gerard Koel

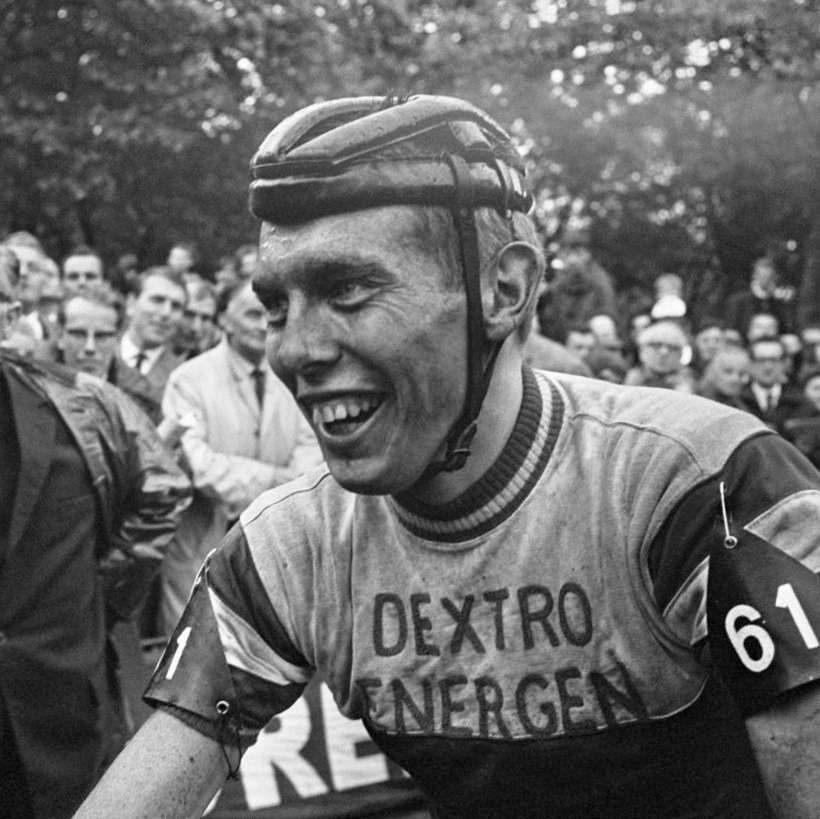
Gerard Koel (1965)

Gerard Hendrik Koel (* 16. Januar 1941 in Amsterdam) ist ein ehemaliger niederländischer Radrennfahrer.
1964 errang Gerard Koel bei den Olympischen Sommerspielen in Tokio in der Mannschaftsverfolgung die Bronzemedaille, gemeinsam mit Jaap Oudkerk, Henk Cornelisse und Cor Schuuring.  Die nationale Meisterschaft im Zweier-Mannschaftsfahren der Amateure gewann er 1961 mit Marinus Paul als Partner.
1966 wurde er Berufsfahrer. Zweimal wurde er  niederländischer Meister im Sprint sowie 1970 nationaler Meister im Scratch über 50 Kilometer. Koel startete auch bei 47 Sechstagerennen, von denen er zwei gewann: 1967 in Madrid  mit Jan Janssen und 1973 in Antwerpen mit René Pijnen und Leo Duyndam.
Nach der Beendigung seiner Radsportkarriere arbeitete Gerard Koel u. a. als Fahrer für den Rundfunksender Nederlandse Omroep Stichting (NOS) während der Tour de France.